# Coche fúnebre estatal del Reino Unido
El coche fúnebre estatal del Reino Unido es un vehículo de Royal Mews utilizado para los funerales de la familia real británica. Basado en un modelo Jaguar XJ, fue diseñado por la Casa Real y Jaguar Land Rover con el aporte y la aprobación de Isabel II y convertido por los carroceros del Reino Unido, Wilcox Limousines. Se utilizó por primera vez el 13 de septiembre de 2022 para transportar el ataúd de Isabel II de la RAF Northolt a Londres antes de su funeral.

## Diseño
El coche fúnebre estatal fue diseñado por Jaguar Land Rover en colaboración con la Casa Real. Durante mucho tiempo, la reina Isabel II había favorecido a los Land Rover como su vehículo preferido. Se cree que el coche fúnebre está basado en el diseño de una berlina Jaguar XJ. Su conversión del modelo estándar fue realizada por Wilcox Limousines.
El coche fúnebre tiene grandes ventanas laterales y traseras y un techo de vidrio para maximizar la visibilidad del ataúd para los espectadores. También cuenta con tres focos internos a lo largo de un lado del techo para iluminar el ataúd, que se encuentra sobre una plataforma elevada. El diseño del coche es único. Los pilares del techo son más delgados que en un modelo estándar y el techo es más alto.
El coche fúnebre tiene pintura de color burdeos real, que coincide con otros vehículos operados por Royal Mews. También luce el monograma real y un adorno de capó de bronce plateado que representa a san Jorge matando al dragón. La insignia de «gruñidor» de Jaguar con la cara de un jaguar está en la parrilla delantera y la insignia de «saltador» de un jaguar que salta en el panel trasero. Isabel II aprobó los planos finales para el diseño del coche fúnebre.

## Uso
Los coches fúnebres reales anteriores han incluido un Jaguar XJ utilizado para el funeral de la reina Isabel Bowes-Lyon, la Reina Madre, y un Land Rover Defender para el funeral del príncipe Felipe de Edimburgo.
El coche fúnebre estatal se utilizó por primera vez el 13 de septiembre de 2022 para transportar el ataúd de Isabel II de la RAF Northolt al Palacio de Buckingham. Para el transporte desde el lugar de su muerte, el Castillo de Balmoral, hasta su capilla ardiente inicial en Edimburgo el 11 de septiembre, se había utilizado un coche fúnebre Mercedes-Benz negro que no era de Royal Mews. Este vehículo fue suministrado por una empresa fúnebre local y hubo críticas en los medios de comunicación sobre la elección de una marca de vehículos no británica.
El coche fúnebre estatal también se utilizará para transportar el ataúd de Isabel II de Londres al Castillo de Windsor para su funeral el 19 de septiembre.